# Yanna Schneider
Yanna Schneider (* 18. April 1996) ist eine deutsche Taekwondoin.

## Werdegang
Schneider erreichte einen Bachelor- und anschließend einen Masterabschluss in Wirtschaftspsychologie an der Hochschule Bonn-Rhein-Sieg.

## Sportliche Laufbahn
Schneider begann im Alter von sieben Jahren mit dem Taekwondo und ist seit 2010 Teil des Nationalteams.
2011 wurde sie in Paphos in der Gewichtsklasse bis 59 kg Vizeeuropameisterin der Junioren, 2012 wurde sie bei den Jugend-Weltmeisterschaften in Scharm asch-Schaich Weltmeisterin in der Gewichtsklasse bis 63 kg. 2013 erreichte sie eine Bronzemedaille bei den Jugend-Europameisterschaften in Porto. 2015 folgte bei den U21-Europameisterschaften in Bukarest eine weitere Bronzemedaille auf europäischer Ebene.
Während ihrer aktiven Karriere gewann Schneider bislang 43 Bronzemedaillen, 22 Silber- und neun Goldmedaillen auf internationalen Turnieren. Im Kadetten- und Juniorenbereich wurde Schneider insgesamt vier Mal deutsche Meisterin, zwei Mal Vizemeisterin und einmal Bronzemedaillengewinnerin.
Bei den 2024 in Belgrad ausgetragenen Europameisterschaften gewann Schneider das Viertelfinale gegen die russische Sportlerin Polina Khan, unterlag gegen Sude Yaren Uzunçavdar aus der Türkei im Halbfinale und gewann somit eine Bronzemedaille in der Klasse bis 73 kg.